# قائمة فيضانات باكستان
هذه قائمة بالفيضانات التي وقعت في باكستان.
- فيضانات الهند وباكستان عام 1992

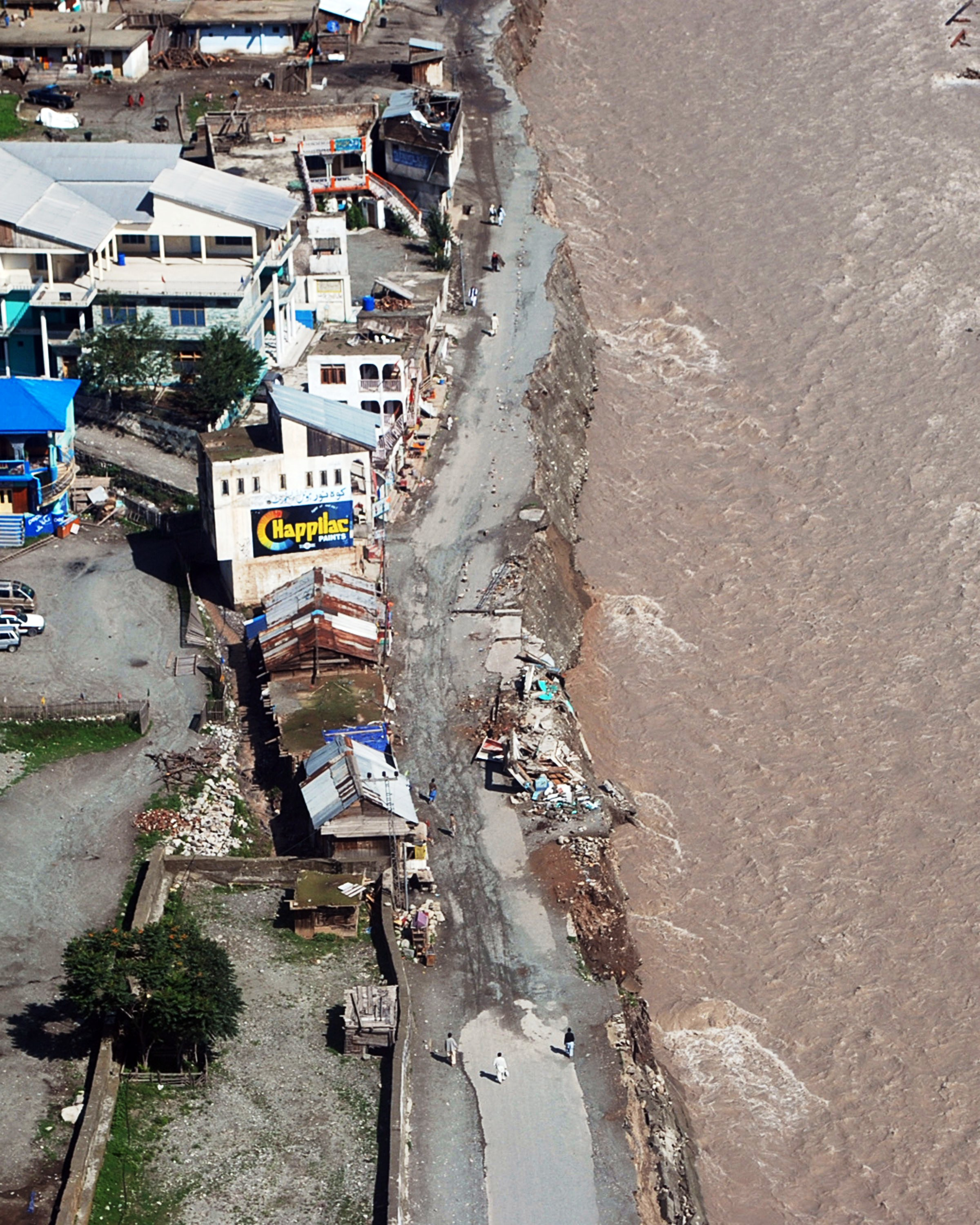
الأضرار التي سببتها فيضانات 2010

- هطلت في عام 1995 أمطار موسمية غزيرة في منتصف شهر يوليو. أدت إلى فيضان نهر السند والأنهار والقنوات الأخرى.
- تضررت عام 2003 مقاطعة السند بشدة عندما تسبب هطول الأمطار الموسمية فوق المعدل الطبيعي في حدوث فيضانات في الإقليم؛ كما ضربت ما يُعرف بالفيضانات العمرانيّة منطقة كراتشي حيث بلغ معدل هطول الأمطار على مدار يومين 284.5 مليمتر (11.20 بوصة)، وأدى ذلك إلى حدوث فوضى في المدينة، في حين أن منطقة ثاتا كانت الأكثر تضررا حيث بلغ معدل هطول الأمطار 404 مليمتر (15.9 بوصة)، ما أدى إلى حدوث فيضانات مفاجئة في المنطقة. وقتل ما لا يقل عن 484 شخصا وتضررت نحو 4476 قرية في المقاطعة.[1][2]

- تأثرت في عام 2007 خيبر بختونخوا والسند وساحل بلوشستان بشدة بسبب الأمطار الموسمية. حيث تأثرت السند وساحل بلوشستان بإعصار يميين في يونيو ثم أمطار غزيرة في يوليو وأغسطس، بينما تأثرت خيبر بختونخوا بذوبان الأنهار الجليدية والأمطار الغزيرة في شهري يوليو وأغسطس. وقتل ما لا يقل عن 130 شخصًا ونزح 2000 في خيبر باختونكوين في يوليو، وتوفي 22 شخصًا في أغسطس، بينما لقي 815 شخصًا حتفهم في بلوشستان والسند بسبب الفيضانات المفاجئة.[3]
- فيضانات كراتشي 2009
- تأثرت في عام 2010 جميع أنحاء باكستان تقريبًا عندما ضربت الفيضانات العارمة الناجمة عن هطول الأمطار القياسية مناطق خيبر بختونخوا والبنجاب. تجاوز عدد الأفراد المتضررين من الفيضانات المجموع الإجمالي للأفراد المتضررين من كارثة تسونامي في المحيط الهندي عام 2004، وزلزال كشمير عام 2005، وزلزال هايتي عام 2010.[4] لقي ما لا يقل عن 2000 شخص مصرعهم في هذا الفيضان وتضرر ما يقرب من 20 مليون شخص (انظر فيضانات باكستان عام 2010).[5]
- قُتل في أيلول/سبتمبر 2011 ما لا يقل عن 361 شخصًا، وتضرر حوالي 5.3 مليون شخص و1.2 مليون منزل، وكذلك غمرت المياه 1.7 مليون فدان من الأراضي الصالحة للزراعة عندما اجتاحت الفيضانات العارمة مقاطعة السند نتيجة الأمطار الموسمية.[6]
- لقي في أيلول/سبتمبر 2012 أكثر من 100 شخص مصرعهم، ودُمرت آلاف المنازل، وتأثرت آلاف الأفدنة من الأراضي الصالحة للزراعة عندما ضربت الأمطار الغزيرة خيبر بوختونخوا، وجنوب البنجاب، والسند العليا نتيجةً للأمطار الموسمية.[7]
- توفي في أيلول/سبتمبر 2013 أكثر من 80 شخصًا بسبب فيضانات ضربت أجزاءً من باكستان.
- في أيلول/سبتمبر 2014 وبسبب الأمطار الغزيرة في جامو وكشمير وكذلك في البنجاب،[8] حدثت فيضانات كبيرة في نهر شاناب ونهر جيلوم.[9]
- فيضانات باكستان 2016
- فيضانات وعواصف باكستان 2019
- بحلول آب/أغسطس 2020، تلقَّت كراتشي أشد أمطار في يوم واحد على الإطلاق في تاريخها عندما هطلت أمطار بلغت 231 ملم في 12 ساعة فقط، وخلال شهر آب/أغسطس من نفس العام، تلقت المدينة الباكستانيّة 484 ملم (19 بوصة) من الأمطار. وهو أعلى رقم قياسي لهطول الأمطار على مدار التسعين عامًا الماضية. غمرت مياه الأمطار والمياه المتدفقة من المصارف والمجاري معظم الطرق والشوارع الرئيسية في المواقع السكنية، وعدد كبير من المناطق السكنية بما في ذلك الأحياء الفقيرة في المناطق الحضرية والقرى، مما أدى إلى تعطيل حياة الناس بشكل كبير.
- فيضانات إسلام أباد 2021
- من يونيو إلى أغسطس من عام 2022، أثرت الفيضانات على معظم أنحاء باكستان. وكانت مقاطعتا بلوشستان والسند الأشد تضررا، كما أثرت الفيضانات أيضا على أجزاء أخرى من البلاد حتى شمال كشمير. لقي 903 شخصًا على الأقل مصرعهم خلال هذه الفيضانات.[10] (انظر فيضانات باكستان 2022).